# Coro da Primavera
Coro da/de Primavera é um EP de José Afonso, editado a partir dos LPs Cantigas do Maio e Eu Vou Ser como a Toupeira, lançado em 1972.

## Faixas
Todas as músicas compostas por José Afonso.
| N.º | Título                       | Letras          | Duração |  |
| 1.  | "Coro da Primavera"          | José Afonso     |         |  |
| 2.  | "Eu vou ser como a toupeira" | José Afonso     |         |  |
| 3.  | "Senhor Arcanjo"             | José Afonso     |         |  |
| 4.  | "No comboio descendente"     | Fernando Pessoa |         |  |